# Крамаров Савелій Вікторович
Саве́лій Ві́кторович Кра́маров (рос. Саве́лий Викторович Кра́маров; 13 жовтня 1934, Москва, РРФСР — 6 червня 1995, Сан-Франциско, США) — радянський, російський та американський актор театру і кіно єврейського походження, заслужений артист РСФСР (1974).

## Біографія
Народився 13 жовтня 1934 року в Бауманському районі Москви. Батько Віктор Савелійович Крамаров (1900, Черкаси — 28 березня 1951, Туруханськ) — відомий московський адвокат, заарештований НКВС у 1938 році, повторно — у 1950.
Мати Бенедикта (Бася) Соломонівна померла, коли Савелію було 16 років. Закінчивши школу, Крамаров намагається вступити до театрального інституту, але його не приймають. Щоб продовжити освіту, Савелій вступає до Лісотехнічного інституту. Навчаючись в інституті, у 1954 році поступив в театральну студію «Перший крок» при Центральному будинку працівників мистецтв.
Закінчивши Лісотехнічний інститут в 1958 році, деякий час працював за фахом. Вирішивши кинути роботу, Крамаров розіслав свої фото по усіх кіностудіях країни, і на один лист прийшла відповідь. З цього починається його акторська кар'єра. Справжній успіх прийшов до Крамарова після «Невловимих месників», фраза його героя «А вздовж дороги мерці з косами стоять … І — тиша!» навіть стала крилатою.
У 1967 році його запросили на роботу в Театр мініатюр. Він багато знімався в кіно і до початку 70-х років був одним із найпопулярніших комедійних акторів. У 1971 р. знімається в найвідомішій своїй ролі — Косий у фільмі Джентльмени удачі. У 1972 Савелій вступає у ГІТІС на акторський факультет. Але, закінчивши ГІТІС, Крамаров так і не влаштувався в жоден з радянських театрів.

## Еміграція в США
Коло спілкування і дядько, що емігрував до Ізраїлю, зробили Крамарова людиною із сумнівними зв'язками, що було рівнозначно кінцю кар'єри. Крім того, він почав займатися йогою, став значною мірою релігійною людиною, відвідував синагогу і відмовлявся від зйомок у суботу. Його стали знімати все рідше, а в останні три роки перед від'їздом і зовсім перестали пропонувати ролі.
Тоді вперше він замислюється про еміграцію. Савелій Крамаров подав документи на еміграцію до Ізраїлю, але йому відмовили. Це пояснювалося тим, що після його від'їзду Госкіно довелося б через ідеологічні причини зняти з прокату 34 фільми за його участю.
З країни Савелія Крамарова не випускали, але й працювати за фахом він не міг. В 1981 році разом з Олександром Левенбуком він написав «Лист президенту США Рейгану», в якому відверто скаржився на свою долю. Лист кілька разів прочитали в ефірі радіостанції «Голос Америки».
Чиновники з Госкіно пропонували забрати заяву з ВВІРу в обмін на присвоєння звання Народного артиста СРСР. Незадовго до від'їзду Крамарова його викликав до себе високий чиновник з Госкіно і запропонував своєрідну угоду: актор отримує звання Народного артиста СРСР, а в подяку за це забирає свою заяву з ВВІРу, наче всієї цієї історії і не було. Савелій Вікторович відмовився.
Пізніше він дізнався, що на момент розмови з кінематографічним начальством такий наказ вже був підписаний — він офіційно був народним артистом своєї країни кілька тижнів. Природно, після його від'їзду звання анулювали. А про самого Крамарова постаралися забути. Фільми за його участю продовжували йти (в іншому разі довелося б покласти на полицю більшу частину радянських комедій), але з титрів видалили прізвище актора, ніби, за влучним зауваженням Григорія Горіна, Крамарова можна було з кимось переплутати. Савелій Крамаров покинув СРСР 31 жовтня 1981 року. Проводжали його друзі: Оскар Волін, Ахмед Маликов, Михайло Жванецький, Алла Іошпе з Стаханом Рахімовим, актриса Римма Маркова. У Відні його зустрів імпресаріо Віктор Шульман, який організував гастролі Крамарова в Європі, Америці, Австралії, Ізраїлі, Японії. В Лос-Анджелесі Крамаров став зніматися спочатку в рекламі, а потім і в кіно. В 1986 одружився, дружина Марина через рік народила доньку.
В Росію Савелій Крамаров зміг приїхати тільки в 1992 році, як почесний гість кінофестивалю «Кінотавр». Удруге в Росію він приїжджав за рік до смерті, в 1994. У березні 1995 року йому повинні були зробити операцію з видалення ракової пухлини. Операція була нескладна, однак відбулося ускладнення — ендокардит. Послідував тромбоз, потім два інсульти, сліпота, втрата мови.
Савелій Крамаров помер 6 червня 1995 року, на 61-му році життя  похований в околицях Сан-Франциско, на єврейському меморіальному кладовищі в Колма (місті Мертвих). Його друг Михайло Шемякін за власним проектом виліпив йому надгрібок. Це гримерний столик, на якому розкидані маски незіграних трагічних ролей і лежить розкрита книга, куди занесені назви найулюбленіших актором фільмів: «Друг мій Колька!», «Невловимі месники», «Джентльмени удачі», «Дванадцять стільців», «Велика перерва»… Ліворуч — завіса, праворуч- портрет Крамарова.
Останні місяці свого життя, перенісши два інсульти, Крамаров лежав у госпіталі сліпий, німий і паралізований. Актор Олег Видов повідомив у Москву, що Савелій Крамаров може тільки чути, і просив надсилати йому телеграми, а потім годинами читав тисячі послань улюбленому артисту.

## Сім'я
Офіційно Савелій Крамаров був одружений тричі. Першою дружиною була однокурсниця Люда з ГІТІСу. Другою дружиною стала Маша. З нею Крамаров розписаний не був. З Машею Савелій Крамаров прожив 13 років. Третя дружина Марина з'явилася у США. Вона народила дочку, яку Савелій назвав Басею на честь матері. Після розлучення з Мариною стосунки у Крамарова складалися напружено. Останньою дружиною стала Наташа Сірадзе — з нею Крамаров прожив півроку.

## Акторська манера
Крамаров — найяскравіший самобутній комік кінця 1960-х — початку 1970-х років, легендарний актор. Надзвичайно виграшна зовнішність (просте обличчя з багатою мімікою та дурнуватим виразом, косоокість, дуже приємна, простакувата посмішка на все обличчя), потужний комедійний темперамент, велика вроджена акторська майстерність, чарівність, міміка і рухливість тіла дозволяли Крамарову створювати численних негативних персонажів, але не страшних або огидних, а смішних у своїй безглуздості і дурнуватості. Багата міміка Крамарова аж ніяк не виглядала кривлянням, а завжди гротескна манера виконання не дратувала глядачів, бо герої Крамарова завжди були щирі і при всіх своїх вадах, по суті, нешкідливі. Крамаров був яскравим представником радянської сатири. Будь-який, навіть цілком нейтральний з точки зору гумору текст Крамаров вмів вимовити і обіграти так, що це викликало не просто регіт в залі, а бурхливі оплески і викрики глядачів під час перегляду кінофільму. Причому Крамаров втілював своїх персонажів моментально, імпровізуючи, без особливих зусиль режисера і всякий раз потрапляв у яблучко. Аналогічних Крамарову в СРСР артистів не було, тим паче, що свою величезну популярність він придбав, не маючи за плечима вищої акторської освіти!
Участь Крамарова у фільмі гарантувала всесоюзний успіх і глядацьке визнання. На думку багатьох кінокритиків, смішний, безглуздий і симпатичний Вовк з мультиплікаційного серіалу «Ну, постривай!» був створений на основі збірного сценічного образу Савелія Крамарова. Можна також провести деякі паралелі між Крамаровим і знаменитим французьким коміком Фернанделем.
Оскільки персонажі типажу Крамарова не можуть бути головними у фільмі, а служать антуражем, відтіняючи гідності головних героїв, то головною кінороллю Крамарова слід вважати роль злодія-рецидивіста Феді Єрмакова з фільму О. Сєрого «Джентльмени удачі» (1971). З усією переконливістю Крамаров показує людину непогану, не зловмисну від природи, не до кінця зіпсовану, але котра стала злочинцем в силу власної нерозвиненості, несамостійності. Очевидно, що Федя в юності потрапив під поганий вплив закоренілих негідників, що привело його до в'язниці. Однак для такої людини, нехай і неодноразово засудженої, ще не все втрачено; видно, як талановитий дитсадівский вихователь, втілений Є.  Леонова, допомагає Феді робити суттєві кроки до виправлення.
У цьому своєму найкращому фільмі Крамаров чудово вписався в ансамбль визнаних майстрів комедії — Євгенія Леонова, Георгія Віцина, Анатолія Папанова. Багато в чому завдяки Крамарову фільм вийшов настільки сильним, що нікому не спало на думку припинити його прокат після від'їзду Крамарова за кордон. Фільм і понині залишається хітовим, знайомим і улюбленим вже новим поколіннями глядачів. Багато крамаровских реплік з фільму і зараз на слуху.
Крамаров брав участь в обох спробах екранізації роману Ільфа і Петрова «12 стільців», граючи у Л. Гайдая одноокого голову васюкінского шахового клубу, а у М. Захарова — слюсаря-кустаря-одинака В. Полесова.

### Крилаті фрази його персонажів
Косий з «Джентльменів удачі»:
- «А Гаврила Петрович по фені лається».
- «Ледве що — відразу Косий».
- «А він ще губною помадою на дзеркалі голу жінку намалював».
- «Автомашину куплю з магнітофоном, пошию костюм з відливом, і — в Ялту».
- «Ось у мене один знайомий, теж вчений, у нього три класи освіти, так він десятку за півгодини так намалює, не відрізнити від справжньої».
- "Хто ж його посадить?! Він же пам'ятник! "
- «Дерево там … таке, у вікні. А поруч пам'ятник — мужик в піджаку».
- «Карту купи, лапоть!»
- «Конем ходи, вік волі не видать!»
- «Все. Кіна не буде. Електрика кінчилась».

Феофан з фільму «Іван Васильович змінює професію»:
- "Нирки заячі верчені, голови щучі з часником, ікра чорна, червона … Так, заморська ікра … баклажанна … "
- "Був у нас товмач-німчин. Йому перекладати, а він лика не в'яже. Ми ж його в кип'ятку і зварили ".

З фільму « Невловимі месники»:
- "… Труна з покійничком літає над хрестами, а вздовж дороги мерці з косами стоять. І тиша! "

## Фільмографія
- 1959 — Хлопці з нашого двору — хуліган Васька Ржавий
- 1960 — Їм було дев'ятнадцять — солдат Петькін
- 1960 — Прощавайте, голуби — хуліган Васька Конопляністий
- 1961 — Обрій — шофер
- 1961 — Друг мій, Колька! — хуліган Пимен
- 1961 — Пригоди Кроша — Івашкін
- 1962 — Без страху і докору — Светик Савельєв (Сова)
- 1962 — Бий, барабан! —  «Мусью»
- 1962 — На семи вітрах — патрульний
- 1962 — Хід конем — Колька Лопатін
- 1963 — Перший тролейбус — нероба
- 1963 — Суд іде — Трохим
- 1964 — Казка про втрачений час — Вася-дідусь
- 1965 — Буває і так (новела «Скелет Аполлона») — Веселкін
- 1965 — Місто майстрів — Клік-Кляк
- 1965 — Дорога до моря — начальник мореходки
- 1965 — На завтрашній вулиці — Матвійчук
- 1965 — Тридцять три — поет Родіон Хомутов
- 1965 — Надзвичайне доручення — анархіст
- 1966 — Балада про горищника — Бертран Кепка
- 1966 — Знайомство — Санька
- 1966 — Невловимі месники — Гнат, молодий конвоїр
- 1966 — Товариш пісня (новела «Пісня на світанку») — радист
- 1966 — Формула веселки — Васільчіков
- 1966 — Чорт із портфелем — Петя Ліховий
- 1967 — Червоне, синє, зелене — реєстратор ЗАГСу
- 1968 — Гроза над Білою — розвідник
- 1968 — Золотий годинник — Ткаченко
- 1968 — Нові пригоди невловимих — солдат конвою
- 1968 — Трембіта — Петро
- 1969 — Викрадення — Паша Ветченко
- 1970 — Таємниця залізних дверей — гітарист Зайцев, порушник тиші
- 1971 — 12 стільців — одноокий шахіст
- 1971 — Тримайся за хмари
- 1971 — Джентльмени удачі — Косий (Федя Єрмаков)
- 1971 — Зірки не гаснуть — солдат Андреєв
- 1971 — Сміхонічні пригоди Тарапуньки і Штепселя
- 1972 — Велика перерва — Петро Тимохін
- 1972 — Золоті роги — Сундук, злий розбійник
- 1973 — Ця весела планета — винахідник Прохор
- 1973 — Іван Васильович змінює професію — дяк Феофан
- 1973 — Нові пригоди Доні і Міккі — хуліган Кеша
- 1974 — Великий атракціон — Сеня
- 1974 — Зірка екрану — шофер Гриша; есесівець у масовці
- 1975 — Афоня — Егоза
- 1975 — Ау-у! (новела «Що наше життя?! або Що наше життя ?!») — герцог
- 1975 — Не може бути! (новела «Весільна пригода») — Сергій, друг Володимира
- 1975 — Соло для слона з оркестром — Олексій Борисович Лопухов
- 1976 — 12 стільців — Полєсов
- 1976 — Мама — Шакал
- 1977 — Міміно — ув'язнений біля дверей суду
- 1978 — Живіть в радості — бацила
- 1978 — Нові пригоди капітана Врунгеля — агент Злий Гаррі
- 1978 — По вулицях комод водили — Професор
- 1984 — Космічна одісея 2010 року — доктор Володимир Руденко, радянський космонавт
- 1984 — Хлопець, який оступився / The Fall Guy, серія Olympic Quest — епізод (водій таксі)
- 1984 — Москва на Гудзоні / Moscow on the Hudson — Борис, людина з КДБ
- 1986 — Озброєний і небезпечний — працівник охоронної фірми
- 1987 — Подвійний агент /Double Agent — Юрій
- 1987 — Morgan Stewart's Coming Home — Іван Ілліч Віндіков, Дворецький Стюарта
- 1988 — Червона спека — Григорій Мазурський, зв'язковий
- 1989 — Танго і Кеш — власник машини
- 1993 — Valerie, серія «From Russia with Fries» — Микола
- 1993 — Настя -епізодично роль (жулик-бізнесмен)
- 1993 — Русский бізнес — дядя Вася
- 1994 — Любовна історія — Російський матрос-телефоніст